# Jeton
Pour les articles homonymes, voir Jeton (homonymie).

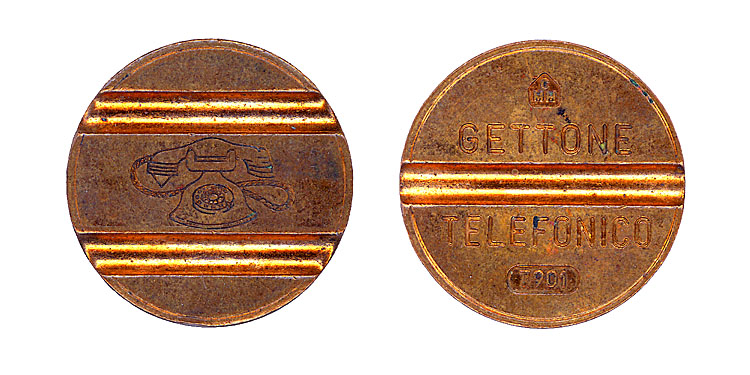
Jeton de téléphone italien

Le jeton est une sorte de monnaie ou de méreau aux fonctions multiples. 
Utilisé depuis l'Antiquité, d'abord comme jeton de compte, il a vu ses utilisations se diversifier. Proche du méreau dans sa forme et son usage au Moyen Âge, comme monnaie de nécessité ou jeton de présence, le jeton a ensuite connu son apogée au XIXe siècle. La pénurie de petite monnaie obligeait alors les commerçants, les restaurateurs et les cafetiers à proposer à leur clientèle des jetons comme monnaie d'échange. Ils avaient de ce fait également une fonction publicitaire et commerciale non négligeable pour leurs émetteurs. Les jetons britanniques (ou token) furent ainsi largement utilisés dans les îles Britanniques du XVIIe siècle au début du XIXe siècle, puis dans les possessions britanniques (jetons d’outre-mer). Des jetons habitants ont été émis au Bas-Canada en 1838.
Une autre utilisation du jeton fut le jeton de présence. Il servait à vérifier le nombre de participants présents à une réunion (d'un cercle, d'une association, d'une assemblée) et chaque jeton, portant une valeur symbolique, était ensuite échangé par la personne présente contre une certaine somme d'argent. Ce terme est encore utilisé pour désigner la rémunération des administrateurs d'une Société Anonyme (SA).
Les plus connus de tous les jetons sont les jetons de jeux, que l'on voit dans les casinos (jetons de casino). Ils étaient utilisés depuis très longtemps par les joueurs de cartes de toute l'Europe pour miser.
Les jetons les plus répandus aujourd'hui, avec les jetons de jeux, sont les jetons publicitaires, et notamment pour les chariots de supermarché. Ils servent de support publicitaire pour les petites et grandes entreprises tout en se rendant utiles pour son possesseur.
À signaler parmi les autres types de jetons : les jetons de transport, les jetons de téléphone, les jetons commémoratifs, les jetons de tir ou encore les jetons maçonniques. On utilise également des jetons d'authentification, comme mots de passe

## Médailles touristiques et événementielles

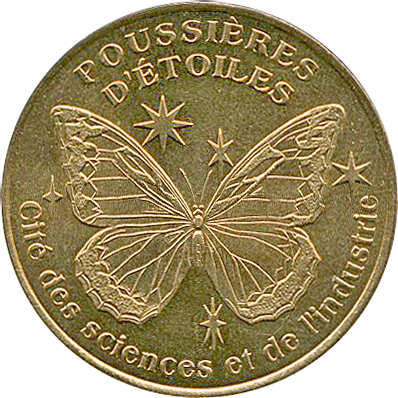
Médaille Souvenir "Poussières d'étoiles"

Il existe des médailles touristiques et événementielles, comme la Médaille souvenir, inventée en 1996.
Les médailles touristiques sont des souvenirs que l'on peut collecter sur les sites touristiques de France et d'Europe. Les médailles événementielles, quant à elles, célèbrent une journée, une action, un fait marquant. Leur diffusion, parfois limitée, ne fait pas l'unanimité chez les collectionneurs[réf. nécessaire]. Cependant, pour être attirante, une collection doit avoir ses raretés.
Il existe à ce jour plusieurs fournisseurs : Monnaie de Paris, Médailles et Patrimoine, AMMF, PRUNE PARIS, Arthus-Bertrand, Martineau, Souvenirs et Patrimoine, Medalart.
Les médailles gravées et frappées par la maison Arthus-Bertrand, sont réalisées avec Joaquin Jimenez[réf. nécessaire] qui a par ailleurs signé plusieurs pièces de monnaie en francs ainsi que les pièces de 1 et 2 euros frappées en France.
En Allemagne, le Rheintaler présente plusieurs dizaines de motifs tous en rapport avec la Rhénanie.